# Bánh in

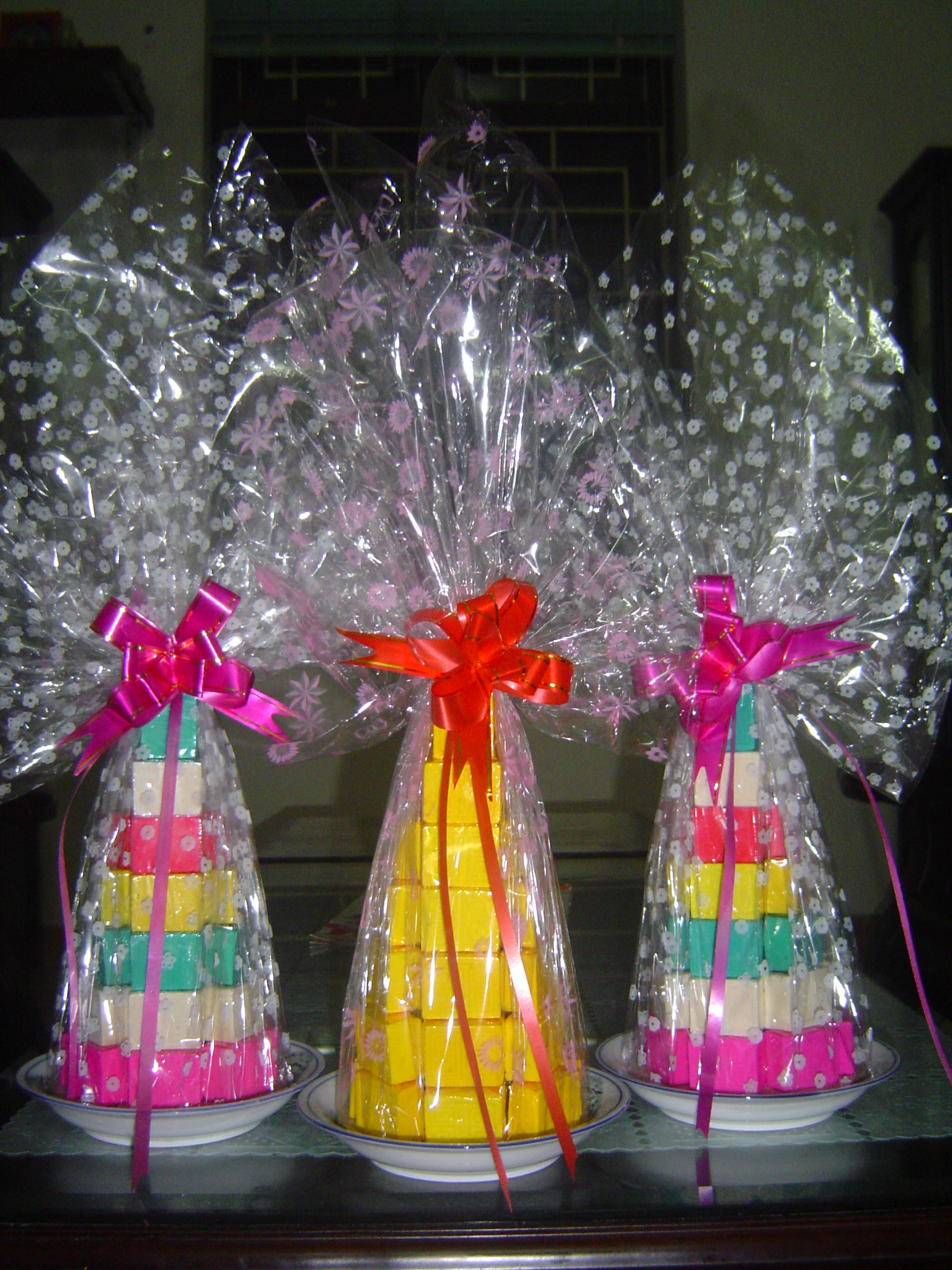
Bánh in

Bánh in là một loại bánh có xuất xứ từ Huế, được làm từ bột năng, bột gạo nếp, đậu xanh, đường, các nguyên liệu khác và được ép, đúc thành khuôn mặt đáy của bánh có khắc các hình chữ Thọ, Phúc, Lộc và gói trong giấy ngũ sắc. Đây là loại bánh để dùng trong ngày Tết để đãi khách, sửa soạn, bài trì thờ cúng (giống như công dụng của bánh Thánh trong Công giáo). Do giá trị rẻ nên được rất nhiều người ưa chuộng. Đây là biến thể của món bánh khảo và phẩm oản (oản bột) của người miền Bắc, trong miền Nam còn gọi là bánh Phục Linh. Bánh in thường được thờ trên bàn thờ tổ tiên ngày cúng Tất niên hay để trong các hộp mứt mời khách ngày Tết hay dịp Trung thu, bánh tháp được kết từ nhiều bánh in nhỏ dùng thờ cúng Phật, bánh nếp có khắc hình hoa sen ăn thơm, dẻo thường được đặt trên các bàn cúng tối 30 Tết (cúng Giao thừa), bánh măng mắc nhất nên đặc biệt được dùng để đãi khách sang, bạn bè trong ngày Tết.

## Lịch sử ra đời
Theo lời kể của những người già ở làng ngôi làng được cho là khởi thủy của bánh in ở Huế, làng Kim Long thì bánh in đã có từ đời các vua triều Nguyễn (nhà Nguyễn lúc này đóng đô ở Huế). Lúc ấy gần Tết Nguyên đán, bên chén trà nhạt vua cảm thấy cần có thêm một món để nhắm với trà, vua bèn sai các bô lão ở vùng Kim Long rằng "Vùng các ngươi vốn sẵn khéo tay, nay ta sai về làm thứ gì đó vừa rẻ lại vừa ngon để ta uống với trà".
Các bô lão bàn bạc là đánh giá rằng làng có trồng nhiều đậu xanh, nên kết hợp với đường cát để làm một thứ bánh nhỏ gọn cho vua ăn mà có đủ chất dinh dưỡng và quan trọng nhất là giá rẻ. Sau vài tuần chế biến, chiếc bánh đậu xanh có in hình chữ "THỌ" với ý nghĩa chúc vua trường thọ đã ra đời. Vua ăn vào thấy hài lòng, bèn ban thưởng cả làng và ra chiếu chỉ phải lưu giữ nghề cho đến muôn đời sau. Như vậy bánh in khởi thủy là một loại bánh dâng vua uống trà nhân dịp Tết.
Cho đến nay, nghề làm bánh in ở làng Kim Long đã trải nhiều thế hệ. Hiện đã có thêm nhiều thứ bánh khác có tên, hình dáng khác nhau nhưng vẫn một hương vị chủ đạo là đậu xanh và đường như: bánh hột sen, bánh tháp, bánh ngũ sắc… Người dân đã kết hợp thêm hương vị mới như nếp: bánh nếp; nếp-dừa-mè: bánh măng; nếp-bột tro-đậu xanh: bánh ít đen… Loại bánh in đậu xanh (xưa nhất), người làm phải qua các công đoạn là đãi đậu - nấu đậu - đánh đậu - giã đậu - in bánh - sấy bánh - gói bánh bằng giấy bóng.

## Cách làm

### Chọn nguyên liệu
Bột làm bánh in là bột nếp xay mịn hoặc pha bột nếp với bột đậu xanh bóc vỏ. Số lượng đường và bột ngang nhau (1 kg đường làm 1 kg bột) thì bánh mới ngọt. Lựa nếp dẻo, chọn hạt cùng cỡ để rang hột cháy đều. Nếp chọn xong đem vo, để cho ráo nước. Hạt nếp vừa ráo đem rang bằng trã đất trên lửa nóng. Chọn bột năng (bột ngon là bột trắng như sữa, sờ vào mát mịn ở da tay, cho một ít lên miệng không có mùi vị, bột kém chất lượng có màu vàng đục, hơi cát chứ không mát mịn, vị chua). Một ký bột, 700 gam đường cát trắng, 300 gam cơm dừa khô (dùng để vắt nước cốt) và một bó lá dứa bằng cổ tay.
Chuẩn bị khuôn bánh in. Khuôn bánh in được đẽo bằng gỗ mít với những họa tiết hoa lá, chữ phúc... khuôn nhỏ, tròn, đường kính độ 3 phân, hoặc dùng khuôn cạnh 3x5cm. Những chiếc khuôn bánh hình tròn, hình vuông, hình chữ nhật nhỏ vừa lòng nắm tay trẻ con. Chuẩn bị giấy ngũ sắc để gói bánh.

### Chế biến
Việc chế biến bánh in phải trải qua nhiều công đoạn khá phức tạp và tỉ mỉ, đòi hỏi người chế bến phải có độ tinh xảo, cụ thể là:
Cho khoảng 200 gam bột và một ít lá dứa cắt 20 cm vào chảo, phía dưới đun lửa vừa. Tay cứ đảo đều đều cho đến khi lá dứa chuyển màu xanh rêu là bột chín. Tiếp tục chảo bột thứ hai với phần lá dứa khác, lần lượt đến khi bột hết.
Khi đường nhuyễn, nhấc xuống để nguội. Lúc làm bánh lấy muỗng nạo dần từ trên xuống - bỏ bột nếp vào chà bằng hai tay hoặc dùng chai tròn, hoặc chày cán đi cán lại nhiều lần cho thật nhuyễn. Chà bột và đường đến khi nào bột và đường quyện vào nhau, bỏ thử vào lưỡi thấy tan đều không còn hột đường là được.
Trộn bột với đường cát thật đều, sau đó dùng khuôn nén chặt. Bỏ bột vào lớp dưới đáy, bỏ nhân chính giữa, bỏ một lớp bột lên trên, lấy nắp đậy lên rồi ấn nhẹ tay để bánh được xốp và lấy khuôn ra. Bánh in sau khi nén được đặt lên những chiếc nống lót giấy báo và hong trên than hồng. Dưới cái nóng hừng vừa phải của than, đường cát tan ra trong bột như một thứ keo mật làm cho bánh in được định hình chặt chẽ.
Cho một ít bột vào rây, nhanh tay một chút, bột rớt xuống rây thì múc lấy và cho vào khuôn đã chuẩn bị sẵn. Ém bột chặt tay, như vậy bánh mới không bị bể. Bánh mới làm xong rất dễ bể. Phải để 15 phút sau mới di chuyển. Làm như thế bánh sẽ rất xốp, còn mịn là do lúc chà bột. Nếu ấn mạnh quá bánh sẽ chặt, qua vài hôm sau bánh rất cứng.
Công đoạn cuối cùng là bọc giấy ngũ sắc (giấy ngũ sắc gồm các màu: đỏ, vàng, nâu, xanh lá cây, tím. Giấy được cắt sao cho bọc vừa kín chiếc bánh. Hồ dán là nước bột lọc xin ở nhà làm bún đem về nấu quấy cho nó deo dẻo. Về sau này, bánh in được bọc bằng giấy nylon màu bóng. Hồ dán cũng được thay bằng cách châm lửa hương vào các mép nối giấy.